# Coimbrões (przystanek kolejowy)
Coimbrões (port: Apeadeiro de Coimbrões) – przytstanek kolejowy w Vila Nova de Gaia, w Portugalii, na Linha do Norte. Jest obsługiwany przez Comboios de Portugal.
| Coimbrões                         |  |                                       |
| Linia Linha do Norte (330,943 km) |  |                                       |
| Madalenaodległość: 1,624 km       |  | Vila Nova de Gaia odległość: 1,296 km |